# Alena Nazdrova
Alena Nazdrova est une céiste biélorusse pratiquant la course en ligne.

## Palmarès
Aux championnats d'Europe de 2016, elle monte pour la première fois sur un podium international en catégorie sénior en s'imposant avec sa compatriote Nadzeya Makarchanka en C2-500m.
Aux Championnats du monde de canoë-kayak 2017, associé cette fois avec Kamila Bobr, elle remporte la médaille de bronze sur cette même catégorie. 
En mondiaux 2018, elle obtient trois médailles de trois métaux différents : l'or en C2 200m associée à Kamila Bobr, l'argent en C1 500m et le bronze en C1 200m ex aequo avec Dorota Borowska.
Sur l'édition suivante, elle remporte le titre en individuel sur la distance de 500m et finit troisième sur la course de 200m.